# Resolutie 213 Veiligheidsraad Verenigde Naties
Resolutie 213 van de Veiligheidsraad van de Verenigde Naties werd unaniem aangenomen op 20 september 1965. De Veiligheidsraad beval Singapore aan voor VN-lidmaatschap.

## Inhoud
De Veiligheidsraad had de aanvraag van Singapore voor VN-lidmaatschap bestudeerd, en beval de Algemene Vergadering aan Singapore het VN-lidmaatschap toe te kennen.

## Verwante resoluties
- Resolutie 200 Veiligheidsraad Verenigde Naties (Gambia)
- Resolutie 212 Veiligheidsraad Verenigde Naties (Maladiven)
- Resolutie 223 Veiligheidsraad Verenigde Naties (Guyana)
- Resolutie 224 Veiligheidsraad Verenigde Naties (Botswana)

Lijst ·  200 ·  201 ·  202 ·  203 ·  204 ·  205 ·  206 ·  207 ·  208 ·  209 ·  210 ·  211 ·  212 ·  213 ·  214 ·  215 ·  216 ·  217 ·  218 ·  219